# Billy Connolly

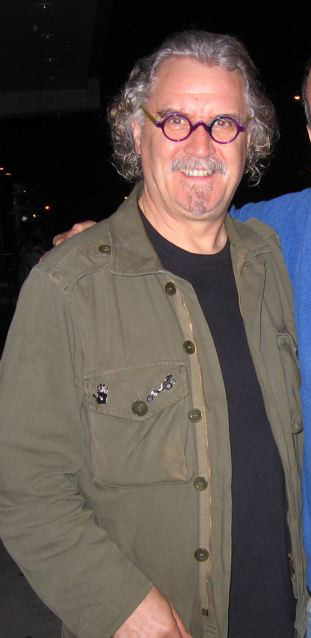
Connolly in 2006

William "Billy" Connolly jr., CBE (Anderston, Glasgow, 24 november 1942) is een Schots komiek, acteur, muzikant en presentator. Zijn bijnaam luidt "The Big Yin".

## Levensloop
Connolly werd geboren in Anderston, Glasgow, in Schotland. Zijn moeder Mary Connolly werkte in een ziekenhuis als bediende in het cafetaria. Begin jaren 1960 werkte Billy Connoly nog als lasser van verwarmingsketels aan de scheepswerven van Glasgow, een carrière die hij tegen het einde van het decennium opgaf om folkzanger in de groep The Humblebums, met onder andere Gerry Rafferty, te worden. Later trad hij ook op als solozanger. Begin jaren 1970 maakte hij de overstap van folkzanger naar cabaretier. Connolly is ook een acteur en verscheen in films als Indecent Proposal (1993), Muppet Treasure Island (1996) en Mrs. Brown (1997), waarvoor hij werd genomineerd voor een BAFTA Award.
In 2001 publiceerde Pamela Stephenson een biografie van haar man met de titel Billy. Het schetst zijn carrière en leven, met inbegrip van het seksueel misbruik door zijn vader, dat van zijn tiende tot zijn veertiende jaar duurde. Connolly schreef ook zelf verschillende boeken, waaronder Billy Connolly (eind 1970) en Gullible's Travels (begin 1980), beide op basis van zijn podiumoptreden, maar ook boeken op basis van een aantal van zijn "World Tour"-serie voor de BBC. In december 2014 was Connolly te zien als de dwergenkoning Daín II van de IJzerheuvels, in de afsluitende film van de Hobbit-trilogie ‘The Battle of the Five Armies’ van regisseur Peter Jackson.
In september 2013 werd bij hem de diagnose ziekte van Parkinson gesteld en in januari 2019 gaf hij aan vanwege deze aandoening te stoppen met optreden.

## Filmografie
- 1975 Just Another Saturday als Paddy (televisiefilm)
- 1976 Connolly als zichzelf
- 1976 The Elephants' Graveyard als Jody (televisiefilm)
- 1976 Big Banana Feet als zichzelf (documentaire)
- 1978 Absolution als Blakey
- 1978 Billy Connolly in Concert als zichzelf
- 1980 The Secret Policeman's Ball als zichzelf
- 1980 Worzel Gummidge: A Cup o' Tea an' a Slice o' Cake als Bogle McNeep
- 1981 Billy Connolly Bites Yer Bum! als zichzelf
- 1981 Concert for Kampuchea als zichzelf (documentaire)
- 1982 The Secret Policeman's Other Ball als zichzelf
- 1982 The Pick of Billy Connolly als zichzelf
- 1982 Bleu Money als Des (televisiefilm)
- 1983 Bullshot als Hawkeye McGillicuddy
- 1984 Tickle on the Tum (rol onbekend) (televisieserie)
- 1984 Weekend in Wallop als zichzelf (televisiefilm)
- 1985 Water als Delgado Fitzhugh
- 1985 An Audience with Billy Connolly als zichzelf
- 1985 Super Gran als zanger van het openingslied (televisieserie)
- 1985 Liveaid als zichzelf
- 1986 To the North of Katmandu (rol onbekend)
- 1987 The Hunting of the Snark als The Bellman (musical)
- 1987 Billy Connolly at the Royal Albert Hall als zichzelf
- 1988 Nelson Mandela 70th Birthday Tribute als zichzelf (documentaire)
- 1989 The Return of the Musketeers als Caddie
- 1990 Whoopi Goldberg Presents Billy Connolly als zichzelf
- 1990 Crossing the Line als Frankie
- 1990 Head of the Class als Billy MacGregor (1990-1991)(televisieserie)
- 1990 Dreaming (rol onbekend)
- 1991 Billy Connolly live 1991 als zichzelf
- 1991 Pale Blue Scottish Person als zichzelf
- 1992 25 B.C.: The Best of 25 Years of Billy Connolly als zichzelf
- 1992 Billy als Billy MacGregor
- 1993 Indecent Proposal als the Auction MC
- 1993 Down Among the Big Boys als Jo Jo Donnelly
- 1994 Billy Connolly Live 1994 als zichzelf
- 1994 World Tour of Scotland als zichzelf (televisieserie)
- 1995 Pocahontas als Ben (stem)
- 1995 Two Bites of Billy Connolly als zichzelf
- 1995 A Scot in the Arctic als zichzelf (documontaire)
- 1996 Muppet Treasure Island als Billy Bones
- 1996 Pearl als Gast Ster in de aflevering "billy" (televisieserie)
- 1996 Billy Connolly's World Tour of Australia als zichzelf (televisieserie)
- 1996 Muppet Treasure Island als Billy Bones (stem) (Videogame)
- 1997 Beverly Hills Ninja als Japanese Antiek Winkel Behouder
- 1997 Mrs. Brown als John Brown
- 1997 Paws als PC (stem)
- 1997 Billy Connolly: Two Night Stand als zichzelf
- 1997 Deacon Brodie als Deacon Brodie
- 1997 Sean Connery, an Intimate Portrait als zichzelf
- 1997 Sean Connery Close Up als zichzelf
- 1997 Whatever Happened to...Clement and La Frenais? als zichzelf
- 1998 Still Crazy als Hugie
- 1998 The Impostors als Mr. Sparks₤
- 1998 middleton's changeling als Alibius
- 1999 Billy Connolly: One Night Stand Down Under als zichzelf
- 1999 The Boondock Saints als "Il Duce/Noah MacManus
- 1999 The Debt Collector als Nickie Drijden
- 2000 An Everlastig Piece als Scalper
- 2000 Beautiful Joe als Joe
- 2000 Columbo: Murder with Too Many Notes als Findlay Crawford (televisiefilm)
- 2001 Gabriel and Me als Gabriel
- 2001 The Man Who Sued God als Steve Myers
- 2001 Who Is Cletis Tout? als Dr. Saivian
- 2001 Billy Connolly live: The Greatest Hits als zichzelf
- 2001 Prince Charming als Hamish (televisiefilm)
- 2001 Gentlemen's Relish als Kingdom Swann
- 2001 Comic Relief: Say Pants to Poverty als zichzelf
- 2001 Comic Relief Short Pants als zichzelf
- 2002 White Oleander als Barry Kolker
- 2002 Billy Connolly live 2002 als zichzelf
- 2002 Billy Connolly's World Tour of England, Ireland and Wales als zichzelf
- 2002 Ultimate Fight from the Movies als Frankie van Crossing the Line
- 2002 Billy Connolly: A Bafta Tribute als zichzelf
- 2002 Judi Dench: A Bafta Tribute als zichzelf
- 2002 The Rutles 2: Can't Buy Me Lunch (rol onbekend)
- 2003 The Last Samurai als Sgt. Zebulon Gant
- 2003 Timeline als Professor E.A. Johnston
- 2003 Billy Connolly: Erect for 30 Years als zichzelf
- 2003 Julie Walters: A Bafta Tribute als zichzelf
- 2003 The Importance of Being Famous als zichzelf
- 2003 Overnight als zichzelf
- 2003 Comic Relief: The Big Hairdo als zichzelf
- 2004 Lemony Snicket's A Series of Unfortunate Events als Oom Monty
- 2004 Billy Connolly's World Tour of New Zealand als zichzelf (televisieserie)
- 2004 Comedy Central Presents: 100 Greatest Stand-Ups of All Time als #74
- 2005 Billy Connolly: Live in New York
- 2005 Ivor Cutler: Looking for Truth with a Pin als zichzelf
- 2005 The Aristocrats als zichzelf
- 2006 Open Season als McSquizzy (stem)
- 2006 Garfield: A Tail of Two Kitties als Lord Dargis
- 2006 Fido als Fido
- 2006 Billy Connolly: The Essential Collection als zichzelf
- 2007 Billy Connolly live: Was it Something I Said? als zichzelf
- 2008 The X-Files: I Want to Believe als Father Joseph "Joe" Crissman
- 2008 Billy Connolly: Journey to the Edge of the World als zichzelf
- 2009 Open Season 2 als McSquizzy (stem) (televisiefilm)
- 2009 Good Sharma als Reverend Webster
- 2009 The Boondock Saints II: All Saints Day als Noah MacManus/"Il Duce"
- 2010 Gulliver's Travels als koning van Lilliput
- 2010 Ben 10: Ultimate Alien als kapitein Glowbeard (1 aflevering) (animatieserie)
- 2011 Open Season 3 als McSquizzy (stem) (televisiefilm)
- 2011 Billy Connolly's Route 66 als zichzelf (televisieserie)
- 2012 Quartet als Wilfred 'Wilf' Bond
- 2012 House M.D. seizoen 8 afl.14 als Mr. Thomas Bell (televisieserie)
- 2012 Brave als king Fergus
- 2014 The Hobbit: The Battle of the Five Armies als Dáin IJzervoet
- 2014 What We Did On Our Holiday
- 2014 Who Do You Think You Are? seizoen 11 afl.11 als zichzelf
- 2014 Billy Connolly's Big Send Off als zichzelf (televisieserie)
- 2016 Wild Oats als Lacey Chandler
- 2016 Billy Connolly's Tracks Across America als zichzelf (televisieserie)
- 2017 Billy Connolly & Me: A Celebration als zichzelf (televisiedocumentaire)
- 2017 Billy Connolly: Portrait of a Lifetime als zichzelf (televisiedocumentaire)
- 2019 Billy Connolly: Made in Scotland als zichzelf (televisieserie)